# Sīrghān
Sīrghān (persiska: سیرغان) är en ort i Iran.   Den ligger i provinsen Khorasan, i den nordöstra delen av landet, 500 km öster om huvudstaden Teheran. Sīrghān ligger 1 058 meter över havet och antalet invånare är 275.
Terrängen runt Sīrghān är huvudsakligen platt, men österut är den kuperad.Runt Sīrghān är det ganska glesbefolkat, med 29 invånare per kvadratkilometer. Närmaste större samhälle är Neqāb, 8,1 km sydost om Sīrghān. Trakten runt Sīrghān består i huvudsak av gräsmarker.